# Адвокат (фільм, 1990)
«Адвокат» — радянський трисерійний телефільм 1990 року режисера  Іскандера Хамраєва. Кіноверсія (2 серії, 157 хвилин) вийшла під назвою «Вбивство на Монастирських ставках».

## Сюжет

### Перша серія
У провінційному містечку живуть п'ятеро друзів: Олег Чепцов — «Чепець» (Ян Пузиревський), Микола Варенцов — «Чайник» (Денис Сердюков), Іван Звонарьов — «Фонарь» (Данило Лапігін), Петро Зюзін — «Зюзік» (Олександр Семенов) і його сестра Світа Зюзіна (Віра Лапшова). Олег вступив до інституту і їде до Москви, а Чайника призивають до армії, і компанія друзів в останній раз виїжджає на мотоциклах за місто.
Чайник відправляється до спекулянта Олексія Яковлєва — «Асі» (Віктор Павлов), щоб купити спиртне. Біля будинку він знаходить порожній гаманець і кладе собі в кишеню. Після суперечки з Асою з приводу ціни на вино, Чайник краде з холодильника пляшку горілки і втікає.
Біля ставка знайдено людину з проломленою головою, і міліція прочісує місцевість у пошуках злочинця. Багаття хлопців помічає патрульний екіпаж. Подумавши, що його шукають за крадіжку, Чайник намагається втекти, за ним розбігаються інші, але в кінцевому підсумку їх всіх затримують. Виявляється, що підібраний Варенцовою гаманець належить потерпілому. Секретар міськкому Мильников (Валерій Івченко) вимагає від начальника міліції Кузьмичова негайних результатів в розслідуванні вбивства, погрожуючи в разі невдачі відправити його на пенсію.
Слідчий Іван Запарін (Юозас Кіселюс) хоче відпустити Варенцова, так як не бачить явних доказів проти нього і не вірить в його винність, і намагається направити розслідування на пошук справжнього вбивці. Але старший оперуповноважений карного розшуку капітан міліції Рогальов (Володимир Меньшов) готовий за згодою начальника відділення підполковника Баранова (Ернст Романов) «розкрутити» Варенцова і сфабрикувати справу.
Міліціонери б'ють Чепцова і погрозами змушують дати неправдиві свідчення на Варенцова. Однак хлопці відмовляються обмовити друга. Спокусивши Світу, Чепцов дізнається від неї, що Звонарьов зробив на своєму мотоциклі наїзд на пішохода і зник з місця події, і шантажем добивається його згоди. Також Чепцов заручається згодою Світи, яка вагітна від нього.
На черевики Варенцова перед повторною експертизою наноситься ґрунт з місця злочину.
В ході процедури впізнання в лікарні потерпілому пред'являють Варенцова в компанії ще декількох чоловік, проте заарештований, на відміну від них, поголений наголо (при цьому шапки всім впізнаваним наказали зняти), на руках у нього наручники. Слідчий Авдєєв (Михайло Глузський) вказує на Варенцова і задає потерпілому пряме запитання, чи є підозрюваний тим злочинцем, який напав на нього. Стогін хворого, що перебуває в напівнепритомному стані, Авдєєв інтерпретує як ствердну відповідь.
Слідчий Запарін відразу бачить суперечності в показаннях хлопців і подає рапорт на Рогальова, але його усувають від розслідування. Запарін повідомляє єдиному родичу Варенцова тітки Тамари (Майя Булгакова), що врятувати його може тільки хороший московський адвокат, так як місцеві юристи не володіють достатньою кваліфікацією.

### Друга серія
Авдєєв має намір якомога швидше передати справу до суду і потім піти на пенсію. Погрозами він змушує Варенцова написати зізнання в скоєнні злочину. Потерпілий Одинець вмирає, і на його похороні секретар міськкому обіцяє покарати вбивцю свого старого товариша.
Захищати Варенцова в суді погоджується молодий адвокат Павло Бешметьєв (Андрій Ташков), який активно береться за підготовку процесу. Оперативник Рогальов і слідчий Авдєєв розуміють, що адвокат з Москви може доставити їм серйозні неприємності, якщо доб'ється виправдання Варенцова. Вони чинять на нього психологічний тиск і намагаються усунути від участі в засіданнях суду, влаштовуючи провокації за участю кримінальних елементів. Однак Павло справляється з усіма перешкодами.
«Друзі» Варенцова дають показання проти нього. Зюзін, який не хоче обговорювати друга, але і не може протистояти Чепцову і Звонарьову та намагається затягнути процес і не з'являється на черговому засіданні суду. Коли за ним приїжджає екіпаж міліції, він намагається втекти, але зривається з даху свого будинку і гине. Світа, вражена смертю брата, відмовляється давати свідчення.
Адвокату вдається довести брехливість доказів проти Варенцова. Ключовим свідком стає слідчий Запарін, який вказує на обставини, які доводять невинність Варенцова, і звинувачує Авдєєва і Рогальова в фальсифікації матеріалів справи. Під напором доказів всі свідки звинувачення відмовляються від своїх свідчень, і Миколу Варенцова виправдовують.
До спекулянта Яковлєва навідується кримінальник на прізвисько «Боксер», він заходив до Асі у вечір вбивства і вимагає, щоб той мовчав. Дізнавшись, що справа відправлена на дорозслідування, Боксер збирається вбити Яковлєва, але той встигає втекти.
Секретар міськкому Мильников звинувачує міліцейське начальство в некомпетентності. Ті не можуть визнати невинність Варенцова, так як це означає зізнатися і в численних фальсифікаціях, на яких будувалася його справа. Через деякий час Варенцова знову заарештовують.

### Третя серія
Через кілька місяців адвокат Бешметьєв заходить в московське кафе, де з компанією інститутських друзів випиває і Олег Чепцов. Від нього Павло дізнається, що Варенцова знову судять — не тільки за вбивство Одинця, але і за нібито скоєне раніше зґвалтування і вбивство малолітньої. Павло негайно їде до містечка, де в цей день оголошують вирок Варенцову. Його засуджують до розстрілу. Тітка Тамара, що знаходиться в емоційному шоці від винесеного вироку, відмовляється мати справу з адвокатом.
Кримінальник Боксер, дізнавшись про Павла, тепер стежить за ним, чекаючи нагоди для вбивства, так як адвокат може знову домогтися виправдання Варенцова.
Від Запаріна, якого за виступ на суді виключили з КПРС і перевели в звичайні дільничні, Павло дізнається подробиці про те, як міліція фабрикувала нову справу про Варенцова. Адвокат отримує ордер на ведення справи від Світи Зюзіної і домагається від судді дозволу на побачення з обвинуваченим. Вислухавши історію Варенцова про те, як підсаджені агенти-кримінальники змусили його зізнатися в злочині, адвокат допомагає йому написати касаційну скаргу до Верховного суду і збирається везти її в Москву.
Біля воріт слідчого ізолятора його перехоплює Тетяна — цивільна дружина Яковлєва (Асі). З'ясовується, що Аса весь цей час переховувався у неї, відмовляючись навіть виходити з дому. У вечір вбивства він бачив біля свого будинку Боксера зі слідами крові на одязі.
Павло негайно їде за Запаріна, щоб доставити Асю під охороною до міліції і взяти у нього свідчення. Однак Боксер виявив їх притулок, він пробирається в будинок і вбиває Асю і Тетяну, але прибулі Запарін і Павло затримують його.
Павло потрапляє в лікарню з харчовим отруєнням і тому на тиждень опиняється поза подіями. Хоча справа Варенцова буде переглянуто і його звільнять і більше того, зі слів Світлани, що провідала його дадуть як компенсацію путівку до Болгарії, а тітці Тамарі, яка пробачила Павла, квартиру, Запарін не дав хід касаційній скарзі Павла, в якій той вимагав залучити до кримінальної відповідальності слідчого Авдєєва і тепер уже майора міліції Рогальова. Всім, хто не побоявся піти проти системи і виступити на захист Миколи, ще доведеться жити в цьому маленькому містечку. Тому місцевий адвокат вже склав іншу скаргу.
Хоча Павло впевнений, що не можна пробачити загибель Зюзіна і знущання над Варенцовою, він поступається Запаріну і рве свої папери. Більш того він вважає обіцянки, дані Світі наївними, чим ображає її, зло пожартувавши про її покійного брата і винних в його загибелі.

## У ролях
- Андрій Ташков —  адвокат Павло Аркадійович Бешметьєв
- Юозас Кіселюс —  слідчий старший лейтенант Іван Захарович Запарін  (озвучування —  Сергій Паршин)
- Володимир Меньшов —  капітан Михайло Петрович Рогальов
- Михайло Глузський —  слідчий Авдєєв
- Віктор Павлов —  Олексій Семенович Яковлєв («Ася»)
- Денис Сердюков —  Микола Васильович Варенцов («Чайник»)  (озвучування —  Юрій Віролайнен)
- Майя Булгакова —  Тамара Тимофіївна, тітка Варенцова
- Ян Пузиревський —  Олег Чепцов («Чепець»)  (озвучування —  Володимир Єрьомін)
- Віра Лапшова —  Світлана Зюзіна
- Олександр Семенов —  Петро Зюзін, «Зюзік»
- Данило Лапігін —  Іван Звонарьов («Фонарь»)
- Валерій Івченко —  секретар обкому Ігор Федорович Мильников
- Ернст Романов —  підполковник міліції Василь Баранов
- Олег Корчиков —  Віталій Євгенович Федько, «Боксер»  (озвучування —  Ігор Єфімов)
- Ольга Агєєва —  Тетяна Іванівна, цивільна дружина Яковлєва
- Леонард Варфоломєєв —  полковник міліції Опанас Сергійович Кузьмічов
- Геннадій Нілов —  Федір Іванович Одинець, потерпілий
- Валентина Пугачова —  сестра потерпілого
- Юрій Башков —  сержант міліції
- Олександра Климова —  народний суддя Олександра Іванівна
- Сергій Лосєв —  народний суддя Макєєв
- Олександр Бєліна —  дільничний
- Рудольф Челіщев —  підполковник міліції
- Тамара Тимофєєва — сусідка
- Геннадій Воропаєв —  прокурор
- Борис Аракелов —  Івченко
- Герман Колушкін —  Якушев
- Георгій Тейх —  хворий з навушниками
- Тетяна Говорова —  Марія Миколаївна, дружина Запаріна
- Турахан Садиков —  черговий в СІЗО
- Евеліна Бледанс —  Марина
- Валентина Ананьїна - епізод

## Знімальна група
- Режисер-постановник:  Іскандер Хамраєв
- Автор сценарію:  Ігор Агєєв
- Оператор-постановник:  Володимир Бурикін
- Художник-постановник:  Ісаак Каплан
- Композитор:  Віктор Кісін
- Звукорежисер: Галина Лукіна
- Монтажер: Ірина Гороховська